# Diabetes insipidus
Diabetes insipidus (DI) is een aandoening die gekenmerkt wordt door polyurie (veel plassen) en polydipsie (veel drinken, 5-15 liter per dag). Het eerste deel van de benaming, diabetes, kan misleidend zijn, deze aandoening heeft niets met suikerziekte (diabetes mellitus) te maken. De uitgescheiden urine is daarbij - in tegenstelling tot diabetes mellitus - niet zoet en (wel) sterk verdund. Diabetes insipidus wordt veroorzaakt door het ontbreken van antidiuretisch hormoon, ook bekend als vasopressine of bij de afkorting ADH (centrale diabetes insipidus), of ongevoeligheid van de nieren voor dat hormoon (nefrogene diabetes insipidus). Dit komt veel voor bij patiënten met histiocytose, zelfs na jaren therapie. 
Symptomen van diabetes insipidus worden veroorzaakt door het tekort aan lichaamsvocht: dorst, hoofdpijn, sufheid, verwardheid, en, zonder behandeling, coma en dood. Bloedonderzoek zal afwijkende bloedspiegels van veel elektrolyten te zien geven. De dorstproef geeft snel uitsluitsel ten aanzien van de diagnose diabetes insipidus.
Behandeling van diabetes insipidus is afhankelijk van de achterliggende oorzaak. Met gemodificeerde vormen van vasopressine kunnen de nieren aangespoord worden om meer water vast te houden, maar de kans bestaat dat er te veel vocht wordt vastgehouden. Soms kan de eigen productie van ADH worden gestimuleerd met carbamazepine of thiazide. Ernstige diabetes insipidus kan hiermee doorgaans niet volledig gecompenseerd worden.